# 이치죠 교쿠시
이치죠 교쿠시/타마코(일본어: 一条 頊子 いちじょう ぎょくし/たまこ[*], 분에이 5년 (1268년) - 겐무 5년/엔겐 3년 3월 26일 (1338년 4월 16일))는 가마쿠라 시대 후기의 여관이자 가인이다. 섭정관백 이치죠 사네츠네의 딸로, 어머니는 타이라노 나리토시의 딸이다. 원호는 반슈몬인(万秋門院)이다.

## 생애
17세 연하의 고니조 천황의 후궁에 들어가 겐겐 2년 (1303년) 3월 5일, 종3위 나이시노카미가 되었다. 둘사이에서의 자녀는 없었다. 천황의 붕어로, 도쿠지 3년 (1308년) 윤8월에 출가하였다. 겐오 2년 (1320년), 준삼궁이 되어, 반슈몬인(万秋門院)의 원호가 주어졌다. 겐무 5년/엔겐 3년 (1338년) 3월 26일에 71세의 나이로 사망했다. 『신고센와카슈(新後撰和歌集)』 이하 칙찬 와카집에는 31수가 입집하여, 가인으로서의 활동도 보인다.
교쿠시의 원호 선하애 대해, 하나조노인은 「伝聞。尚侍項子院号云々。万秋門之由治定云々。院号以無其寄、定有子細歟。後聞。又有准后宣下事云々。是永嘉門院妹云々。是何故乎。」라고 기록하고 있어, 동시대인들에게도 의문이 있었던 듯하다.
『마스카가미(増鏡)』에서는 고니조 천황이 어려서부터 죠로노츠보네로써 섬겨, 호리카와 모토토시 (고니조 천황의 숙부)와 깊은 사이였으나, 모토토시가 관동으로 내려온 후에 고우다 상황 (고니조 천황의 아버지)의 총애를 받았다고 한다.